# Cycloptiloides canariensis
Cycloptiloides canariensis är en insektsart som först beskrevs av Bolívar, I. 1914.  Cycloptiloides canariensis ingår i släktet Cycloptiloides och familjen Mogoplistidae. Inga underarter finns listade i Catalogue of Life.
Denna insekt förekommer på norra Teneriffa samt på Gran Canaria som ingår i Kanarieöarna (Spanien). Den lever i låglandet och i kulliga regioner upp till 550 meter över havet. Exemplaren vistas i olika habitat. De gömmer sig ofta i grottor, byggnader samt mellan stenar.
Individer som besöker hus kan påverkas av bekämpningsmedel. Hela populationen bedöms som stor. IUCN kategoriserar arten globalt som livskraftig (LC).